# Зелена мрія
Зелений гай — ландшафтний заказник в Святошинському районі Києва, вулиця Відпочинку. Площа — 0,26 га.

## Опис
Створено рішенням Київської міської ради № 421/462 від 21.03.2021 р..
На ділянці наявні залишки вікової діброви, яка має велике рекреаційне значення.